# Hans Treschow
Hans Bülow Treschow (13. januar 1871 – 1917) var en dansk journalist og redaktør, far til Cecil Treschow.
Treschow var søn af Frantz Christopher Bülow Treschow (1836-1889) og Cathrine Severine Mortensen (1844-1899). Han var journalist ved Nationaltidende og redaktør af Hver 8. Dag. Illustreret Familieblad. 
Han var også oversætter og oversatte bl.a. Wilkie Collins' Kvinden i hvidt og Dobbeltgængersken: En forbryder af den fornemme verden samt Joseph Sheridan Le Fanus Værelset i 'Den flyvende Drage' til dansk.
25. oktober 1899 ægtede han Ellen Sofie Karoline Nyholm (1872-1961), datter af C.C.V. Nyholm.